# Марьино (деревня, Москва)
Марьино — деревня в Новомосковском административном округе Москвы (до 1 июля 2012 года была в составе Ленинского района Московской области). Входит в состав Филимонковского района Москвы.

## Население
В XIX веке деревня Марьино входила в состав Десенской волости волости Подольского уезда. В 1899 году в деревне проживало 153 человека.
Согласно Всероссийской переписи, в 2002 году в деревне проживало 2246 человек (1042 мужчины и 1204 женщины). По данным на 2005 год в деревне проживал 2261 человек.
В 2022 году на территории деревни Марьино введен в эксплуатацию жилищный комплекс «Марьино Град», состоящий из 22 четырехэтажных корпусов.
В 2024 году в связи с принятой новой административно-территориальной реформой стал частью Филимонковского района города Москвы.
10 апреля 2025 года был опубликован предварительный проект строительства на территории деревни ЖК «Квартал Марьино». Новый квартал будет состоять из 21 корпуса и охватит 2,5 млн кв. м. строительства из которых 1,5 млн кв. отведут под жилье.

## Расположение
Деревня Марьино находится примерно в 5 км к югу от центра города Московский. Ближайшие населённые пункты — посёлок Марьино и деревня Староселье. Рядом с деревней протекает река Незнайка.

## Транспорт
Автобус № C162 до 3 микрорайона Московского и МЦД Толстопальцево.
Автобус № 420 до метро Саларьево.
Автобус № 159 до метро Тёплый Стан.
Автобус № 39 до города Видное. Проходит в километре от посёлка через Старое Марьино. Ходит 4 раза в сутки.
Маршрутное такси № 894 метро Ясенево —  Московский.